# ابررودرن
ابررودرن (به فرانسوی: Oberrœdern) یک کمون در فرانسه است که در Canton of Soultz-sous-Forêts واقع شده‌است.

## خصوصیات
ابررودرن ۵ کیلومترمربع مساحت و ۴۸۶ نفر جمعیت دارد.